# 小行星3907
小行星3907（3907 Kilmartin）是一颗围绕太阳公转的小行星。1904年8月14日，馬克斯·沃夫在海德堡发现了此天体。
該小行星以紐西蘭天文學家潘蜜拉·M·基爾馬汀命名。
这颗小行星的绝对星等为86.94963333945883等。